# Colobopyga hedyscepes
Colobopyga hedyscepes är en insektsart som beskrevs av Lewis L. Deitz 1979. Colobopyga hedyscepes ingår i släktet Colobopyga och familjen Halimococcidae. Inga underarter finns listade i Catalogue of Life.